# Alevin
Alevinul este un stadiu prin care se înțelege toată perioada în care larva unui pește trece de la ecloziune la resorbția sacului vitelin.
La începutul acestui stadiu, hrănirea este mixtă (endogenă  și exogenă).